# Joseph Dombey
Joseph Dombey (nascut a Mâcon, França, el 20 de febrer de 1742; morí a l'illa de Montserrat, el maig de 1794) va ser un botànic francès. Va estar en l'“afer Dombey” i les seves col·leccions botàniques van anar a parar al Museu Britànic.
Estudià a la Facultat de Medicina de Montpeller on el 1768 es graduà en medicina. El 1772 es traslladà a París, on va ser ajudant del botànic Bernard de Jussieu, i el 1776 va ser seleccionat per Anne-Robert-Jacques Turgot com a botànic del Jardí Reial de les Plantes Medicinals (l'actual Jardí de les Plantes, seu de l'actual Museu Nacional d'Història Natural de França).
Un any després va participar en una expedició botànica al mateix temps que l'espanyola a Amèrica del Sud. Arribà Callao el gener de 1778, i aviat va fer un gran herbari de la flora del Perú i informació sobre l'arbre cinchona. El 1780 envià part de la col·lecció a França però el vaixell on eren va ser capturat pels britànics i els espècimens portat al British Museum, on encara hi són però reclamats pel govern francès.
Dombey va fer una segona expedició però les autoritats de callao confiscaren els seus 300 dibuixos originals de plantes i aquests dibuixos van ser donats als botànics espanyols Pavón i Ruiz, que els utilitzaren en la seva publicació de La Flora Peruana.
El 1782 visità Xile i recollí plantes oferint els seus serveis com a metge en una epidèmia de còlera. Visità les mines de plata de Coquimbo i descobrí les de Jarilla, San Luis. Dombey arribà a Cadis el febrer de 1785 on perdé la meitat de la seva col·lecció requisades pel govern espanyol i ell mateix fou empresonat fins que no va estar d'acord a publicar les seves recerques després que ho fessin Pavón y Ruiz.
Dombey es fugà a França i aconseguí del cèlebre naturalista Buffon la recomanació i indemnització de 10.000 francs i una pensió anual de 1.200 francs. El 1793 va fer una expedició als Estats Units però va ser capturat per privateers i empresonat a l'illa de Montserrat, on morí.

## Llegat
Les col·leccions de Dombey són uns dels tresors del Museu d'Història Natural de Londres, del Real Jardín Botánico de Madrid, i del Museu Nacional d'Història Natural de França, à París. El seu gran herbari és un dels més complets de la flora d'Amèrica del Sud. El gènere de plantes Dombeya, l'honora.

## Obres
- Lettres sur le salpêtre du Pérou, et la phosphorescence de la mer (1786)
- Mémoires à l'académie des sciences sur les mines de mercure du Chili (1786)
- Mémoire sur le cuivre muriaté (1787)

Obra pòsthuma publicada per L'Héritier:
- Flore Perouvienne (Paris, 1799, 2 vols., in 4o)
- L'Herbier de Dombey expliqué (Paris, 1811, 6 vols., in 4o)
- Observations de Dombey faites au Chili et au Pérou (Paris, 1813, in 4o)

La seva signatura abreujada com a botànic és: Dombey